# Harry Rag
Harry Rag, eigentlich Peter Braatz, weiteres Pseudonym Petrus Braatzi (* 24. September 1959 in Solingen) ist ein deutscher Musiker, Filmregisseur, Filmeditor und Filmproduzent. Sein Künstlername, Harry Rag, den er 1977 als Gitarrist und Sänger der Band S.Y.P.H. annahm, bezieht sich auf den gleichnamigen Song der Rockband The Kinks.

## Leben
Harry Rag ist in Nordrhein-Westfalen aufgewachsen und hat nach einer abgeschlossenen Lehre bis 1982 als Handwerker gearbeitet. 1980 hat er kurzzeitig in Düsseldorf eine Designerschule besucht. Seit 1977 ist er Songwriter, Sänger und Gitarrist der Gruppe S.Y.P.H., die zu den ersten deutschen Punkbands gehörte.
Von 1982 bis 1988 studierte Harry Rag an der Deutschen Film- und Fernsehakademie Berlin. 1985 war er Gast von David Lynch bei der Produktion von Blue Velvet in Wilmington, USA und 1986 war er als Kameramann des 2. Stabs an dem Wim-Wenders-Film Der Himmel über Berlin beteiligt.
Seit 1988 arbeitet Harry Rag für „Taris Filmproduktion“ als freischaffender Produzent, Regisseur, Kameramann und Filmeditor. Im selben Jahr wurde er mit dem Förderpreis des Landes Nordrhein-Westfalen ausgezeichnet. Sein Kurzfilm Titanica (1988) über das bestreikte Krupp Stahlwerk in Rheinhausen wurde im Museum of Modern Art gezeigt. Die Filme DDR - Ohne Titel (Bester Dokumentarfilm / Nachwuchspreis, Duisburger Filmwoche 1990) und Trans (Deutscher Beitrag beim Int. Dok-Film Festival Marseille 1994) nehmen einen besonderen Stellenwert im Werk ein, da sie die historischen Umbrüche in der DDR und in der ehemaligen Sowjetunion durch das Auge des Filmpoeten betrachten und zu einem intuitiven Zeitdokument verschmelzen. Rag produzierte seitdem zahlreiche Spiel- und Dokumentarfilme oder Videos; zum Teil auch für Fernsehproduktionen wie 1996 eine Reihe von sieben Kurzfilmen für den WDR oder 1999 eine monatliche Wochenendshow für das Slowenische Fernsehen. 
Der Film Blue Velvet Revisited (2016) hatte seine Uraufführung auf dem London Film-Festival und wurde ausgewählt für das Festival der David Lynch Foundation in L.A. Braatz bezeichnet den Film als „eine Meditation zu einem Film“. Damit macht er einen wichtigen Unterschied zwischen seiner Herangehensweise und einem konventionellen Dokumentarfilm mit Narration. 
Harry Rag ist seit 1993 mit der slowenischen Regisseurin Maja Weiss verheiratet. Das Paar hat zwei Kinder und lebt in Slowenien.

## Filme (Auswahl)
- 1985: Der wunderbare Mandarin
- 1987: Livebeat, Der Plan (VHS)
- 1987: Der Himmel über Berlin
- 1988: No Frank in Lumberton
- 1988: Titanica
- 1990: DDR - Ohne Titel
- 1993: Trans
- 1993: Auf dem Weg zurück
- 1995: Foto Film 2001
- 1995: Nevski Melody
- 1999: Motorkult
- 1997: Sex Pistols, Welcome Home
- 1998: Adrian
- 2001: Steklarski blues
- 2002: Over the Sun - Under the Moon
- 2002: Varuh meje
- 2004: Musik fliegt in der Luft
- 2007: Nackter als nackt/Live in Berlin, Blumfeld (DVD)
- 2007: Der Menschliche Fisch
- 2011: Tamikrest - A Desert Blues
- 2015: Die neuen Fenster der Kathedrale von Reims
- 2016: Blue Velvet Revisited
- 2019: Die 3 Satelliten

Quelle: